# 강진관측망

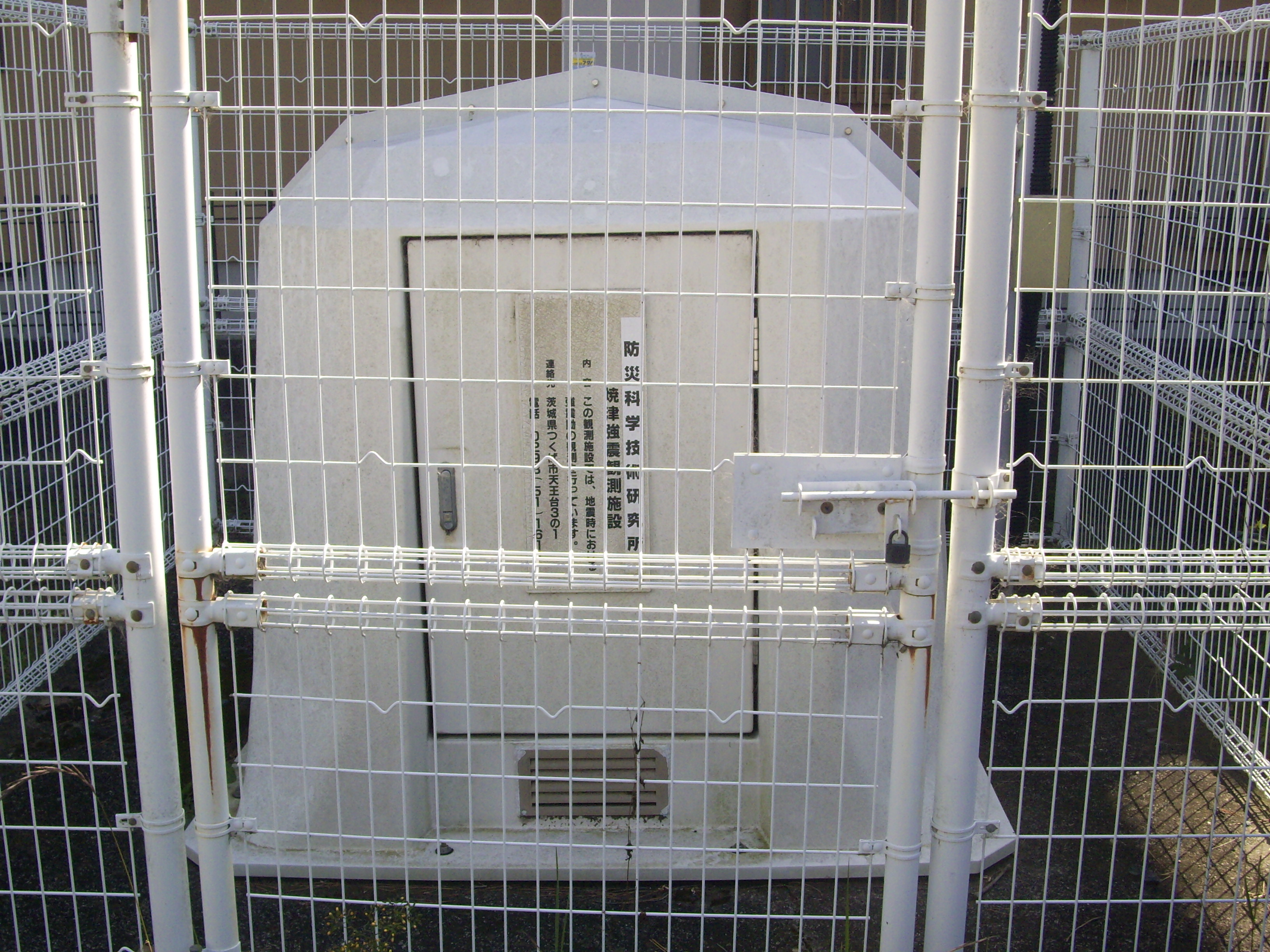
K-NET 지진계의 모습.

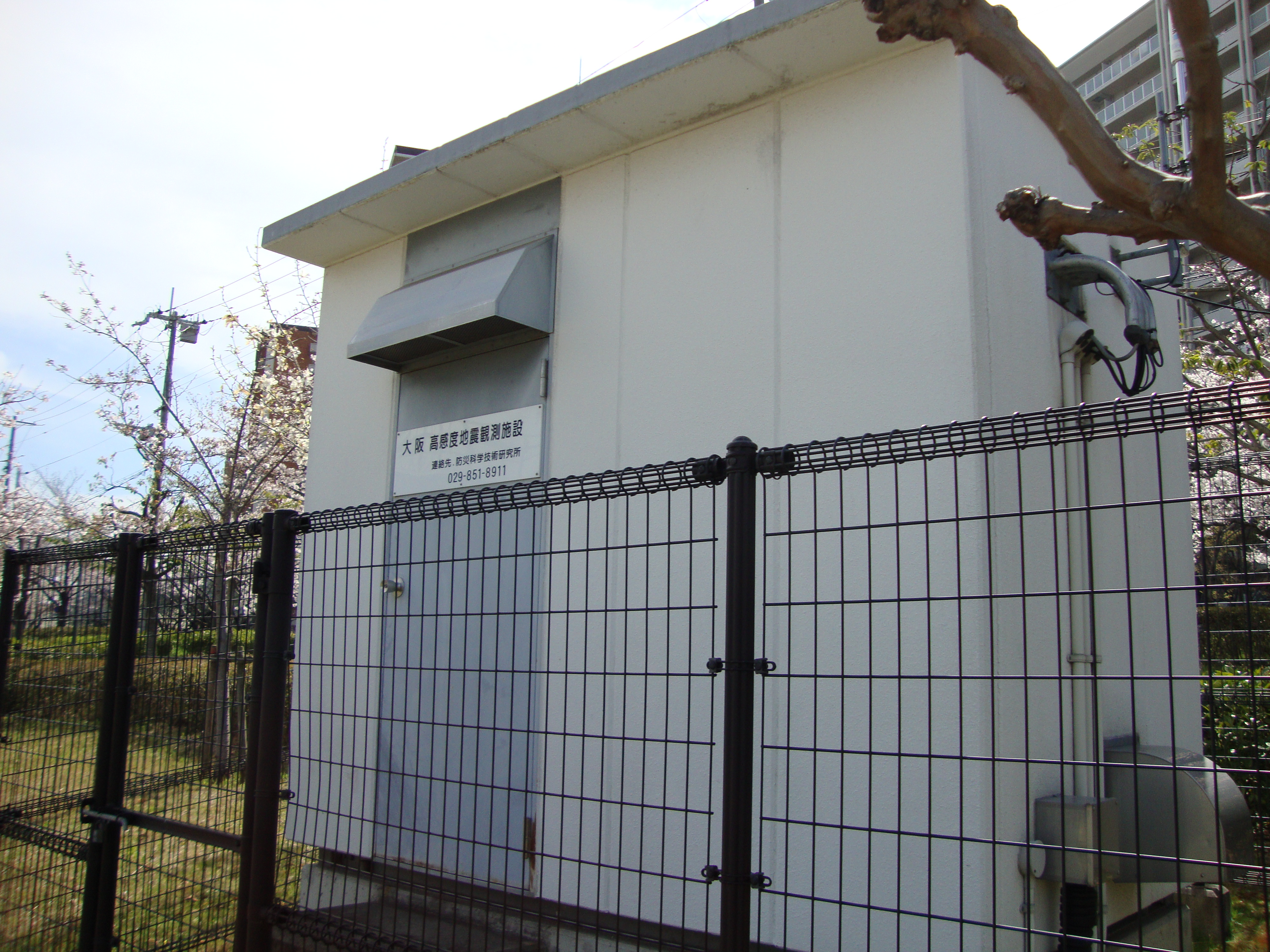
KiK-NET 지진계의 모습.

일본 강진관측망(일본어: 強震観測網 교우신칸소쿠모[*]) 혹은 약자 K-NET, KiK-NET은 일본 방재과학기술연구소가 정비, 운용하는 지진관측망 중 하나이다. "강진동"이라고 부르는 피해를 주는 강한 흔들림을 확실하게 기록하기 위해 강한 진동에도 계측값이 상한값에 잘 도달하지 않는 "광범위·광대역 가속도형 디지털 강진계"를 이용한 지진관측망이다. 강진관측망에서 얻은 데이터는 데이터베이스화되어 단층 파괴 과정의 자세한 해석, 지진위험도 및 피해 위험도 평가 등 다양한 연구와 정책실무에 사용하고 있다.
1996년 일본에서 처음으로 운용하기 시작했을 때는 K-NET(전국강진관측망, Kyoshin Network)과 KiK-NET(기반강진관측망, Kiban Kyoshin Network) 두개로 분리되어 있었으나 2008년 6월에는 강진관측망(K-NET, KiK-NET)으로 하나로 통합되었다. 또한 일본 기상청 외에 지진계가 설치된 지역에서도 실시간으로 진도 정보를 제공하고 있다. 대부분의 지진계는 육상에 있지만 사가미만에는 해저케이블로 연결된 해저 지진계도 설치되어 있다.

## 설치 배경
1995년 한신·아와지 대진재를 일으킨 효고현 남부 지진 당시 강진동 분포와 건축물의 파괴 사이 상관관계 연구를 위한 충분한 관측 데이터와 기반 데이터가 없었다는 문제점이 지적되었다. 이후 1995년 6월 16일 지진에 관한 조사연구를 추진하기 위한 법률인 "지진방지대책특별조치법"을 제정하여 일본 전역을 20 km 간격의 망으로 뒤덮은 지진계들을 모아 둔 고감도 지진관측망과 기반강진관측망(KiK-NET)을 정비하기 시작했다.

## 운용 지진계
K-NET으로 정비한 지진계의 경우 일본 전역에 약 25 km 간격으로 1,000여개를 배치하였다. 건축물이 파괴되는 진동을 파악하는 목적으로 설치한 지진계이므로 K-NET의 지진계는 절대다수가 지표면에 설치되었다. 구 K-NET 초기에는 INS64 네트워크로 연결하여 관측 데이터를 오프라인으로 수동 해석한 이후 지진 발생 일주일 내에 해석한 데이터를 공개하는 방식이었으나 이후 신 K-NET에서는 IP 네트워크를 이용한 실시간 계측 방식으로 변했다.
KiK-NET으로 정비한 지진계의 경우 일본 전역에 약 20 km 간격으로 700개를 배치하였다. 고감도 지진관측망과 병설하여 설치하였으며 지진계와 관측 데이터 전송 장비, 경사계, GPS 변위계를 함께 설치하였다. 또한 고감도 관측을 지속하기 위해 관측점 설치 지점 규칙에 '지질 및 지형 조건' 이외에도 '사회, 환경적 조건'도 함께 요구하여 연약한 지반이나 단층대 위 외에도 인근에 거대한 진동원, 고압 송전선, 고속도로, 간선도로, 철도, 급류 계곡 등이 가까이 있으면 안되기 때문에 설치 장소가 적다.

### 역사
지진계의 역사는 배치년도와 기기 종류 순으로 정렬하였다.
- 1996년: K-NET95형(SMAC-MDK형과 동일 성능), 2,000 gal까지 계측 가능
- 2004년: K-NET02형 및 K-NET02A형, 4,000 gal까지 계측 가능
- 2008년: KiK-net06형, 4,000 gal까지 계측 가능(2008년 이와테·미야기 내륙지진 당시 최대 4,022 gal을 기록하여 문제가 발생했다)
- 2013년: K-NET11형 및 KiK-net11형, 8,000 gal까지 계측 가능
- 2020년: K-NET18형 및 KiK-net18형

## 같이 보기
- 지진관측망
- 긴급지진속보